# 리나 체랴조바

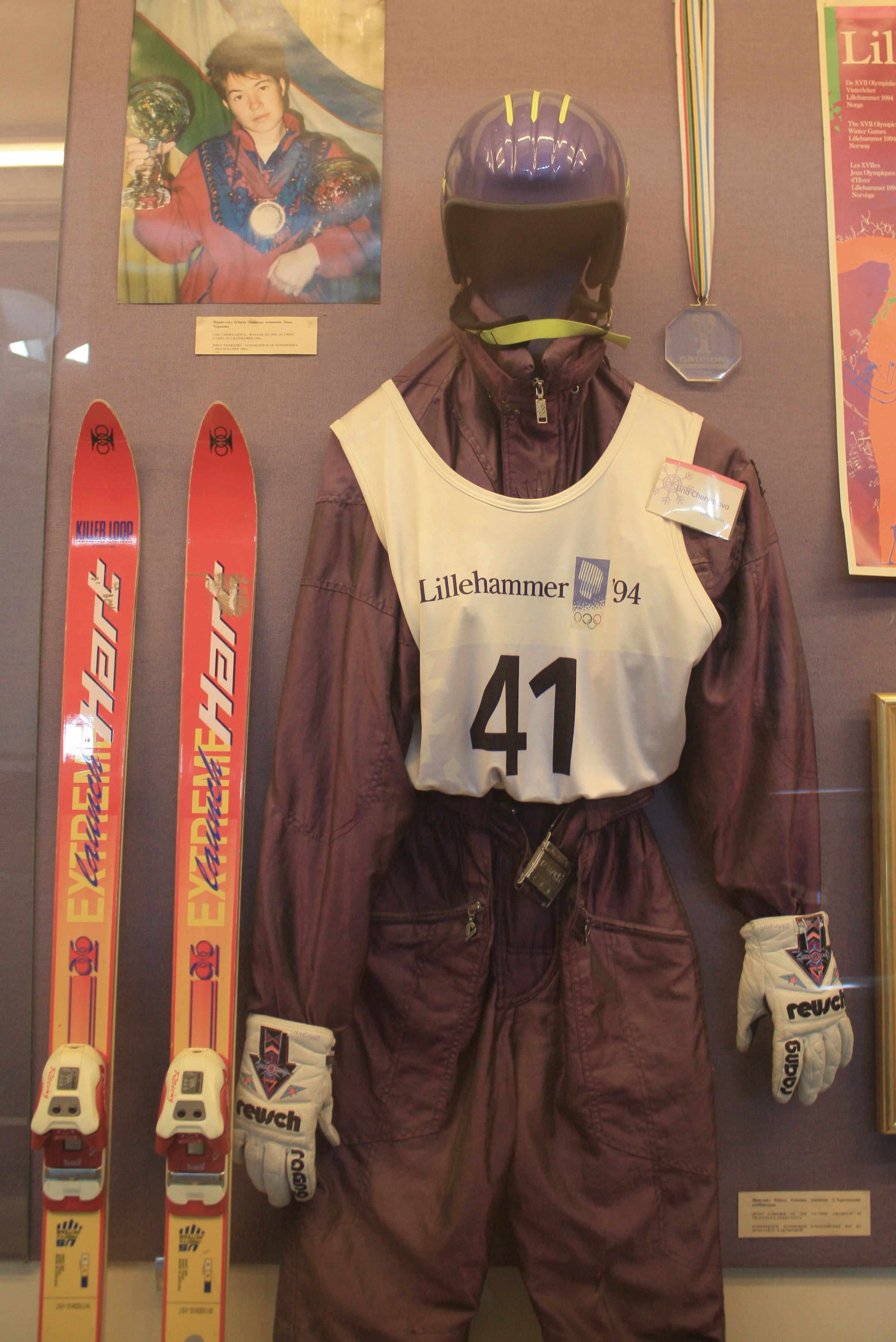
1994년 동계 올림픽 당시 체랴조바가 사용한 장비

리나 아나톨리예브나 체랴조바(우즈베크어: Lina Anatolyevna Cheryazova, 러시아어: Ли́на Анато́льевна Черя́зова, 1968년 11월 1일 ~ 2019년 3월 23일)는 우즈베키스탄의 은퇴한 프리스타일 스키 선수로 현역 시절에는 에어리얼에서 활약했다.
체랴조바는 1990년 유럽 선수권 대회에서 동메달을 땄고 1993년 세계 선수권 대회에서 금메달을 땄다. 그녀는 1994년 동계 올림픽에서 166.84점의 점수로 금메달을 땄다. 지금까지 그녀는 우즈베키스탄에서 유일한 동계 올림픽 우승자이다.